# 谢集乡 (临泉县)
谢集乡，是中国安徽省阜阳市临泉县下辖的一个乡镇级行政单位。

## 行政区划
谢集乡共辖以下地区：
谢集村、陈老村、胡小村、李寨村、高集村、前周村、大王村、东陈村、岳庄村、六里村。